# Pasador elástico en espiral

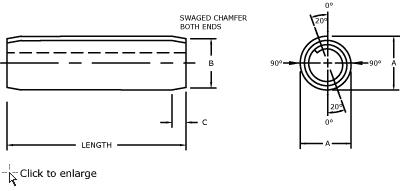
Pasador elástico en espiral.

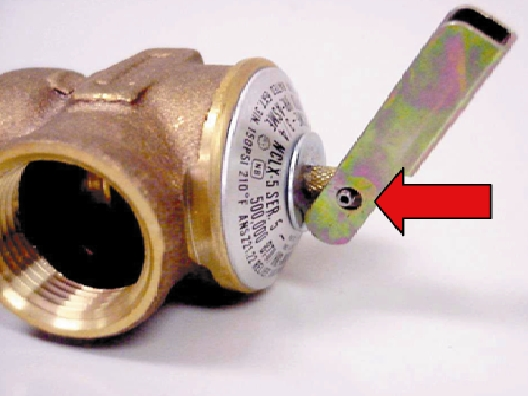
Un pasador elástico en espiral asegura la palanca con relación al vástago de la válvula.

El pasador elástico en espiral es un tipo de pasador de fijación mecánica desmontable. Este tipo de pasador (coiled spring pin) recibe su nombre de su configuración especial en forma de espiral que es la encargada de absorber las tensiones elásticas. Del mismo modo que otros pasadores, este, disminuye su grosor ante esfuerzos exteriores deslizándose sobre sí mismo. De la tendencia a recuperar la forma primigenia aparecen las fuerzas de unión con el agujero.
Las tensiones que se producen durante el funcionamiento del pasador son distribuidos uniformemente en él. Resultan especialmente útiles para la absorción de golpes y vibraciones, disipando la energía por rozamiento y deformación.
Además, la tensión radial que generan es menor que la de otros pasadores lo cual puede ser útil en cierta aplicaciones en las que deban ser insertados en agujeros de materiales deformables o de espesores pequeños.

## Materiales
En el mercado pueden encontrarse fabricados en diversos materiales y con distintos recubrimientos, a pesar de que suelen predominar aquellos fabricados de aceros al carbono y aceros inoxidables martensíticos y austeniticos con recubrimientos electrolíticos y fosfatados que evitan el debilitamiento por hidrógeno.
De materiales o con recubrimientos poco lubricantes deben utilizarse con aceites o grasas que eviten los rozamientos excesivos que dañen el material o imposibiliten el buen funcionamiento del sistema mecánico.
Para su elección es importante tener en cuenta algunos factores:
- Diámetro
- Material
- Espesor
- Resistencia al corte

La combinación de todos ellos asegura unas condiciones de resistencia y flexibilidad óptimas. En cualquier caso los fabricantes suelen tener tablas para la elección en función de las necesidades.

## Clasificación
Además de la forma estándar existes otras configuraciones como la configuración con cabeza o la acampanada que permiten su adaptación en diferentes aplicaciones.

## Normativa
Las normas relacionadas con este tipo de pasadores son:
- Serie estándar:UNE–EN-ISO 8750, NASM10971, NASM51923, NAS1407, ASME B18.8.2, ASME B18.8.3M
- Serie pesada: UNE–EN-ISO 8748, NASM10971, NASM39086, NAS561, ASME B18.8.2, ASME B18.8.3M
- Serie ligera: UNE–EN-ISO 8751, NASM10971, NASM51987, NAS1407, ASME B18.8.2, ASME B18.8.3M